# Lego Creator

Lego Creator ist eine Produkt-Serie von Lego, die es seit 2001 gibt. Die Creator-Sets umfassen Häuser, Autos, Flugzeuge, Figuren und Tiere. Lego Creator wurde später um mehrere Themenfelder erweitert. Viele Sets enthalten A-, B- und C-Modelle. Es werden dann Anleitungen für drei verschiedene Modelle mitgeliefert. Diese Sets erhielten das Label „3-in-1“. Für ältere Legofans (AFOLs) gibt es die Creator-Expert-Serie, die unter anderem die Modulhausreihe enthält. Es gab auch die Unterthemen „X-Pods“ und „Mosaics“.

## Geschichte
Die ersten Creator-Sets gab es im Jahr 2001. Sie enthielten übergroße Minifiguren. Die letzten Sets mit diesem Figurentyp kamen 2003 auf den Markt. Ab 2011 wurden Creator-Sets mit Standard-Minifiguren oder in variablem Maßstab ohne Minifiguren veröffentlicht.
2003 wurden Designer- und Inventor-Sets herausgebracht. Diese werden ebenfalls Lego Creator zugeordnet. 2005 kamen X-Pods dazu. Diese waren zugleich auch die ersten 3-in-1 Sets und wurden in kleinen Boxen zum einfachen Transportieren verkauft. Das klassische 3-in-1 -Label entstand 2007. Außerdem wurden 2007 auch zwei Mosaike auf den Markt gebracht. Diese werden ebenfalls Creator zugeordnet und sind die einzigen „9-in-1“ Sets.

### Creator Expert
Die Creator-Expert-Reihe entstand 2007. Das „Café Corner“ war das erste Creator-Expert-Set. Die vorherigen „Advanced Models“ wurden nachträglich dieser Serie zugeordnet. So wurde der Volkswagen Camper Van (10220) nach 2007 als Creator-Expert-Set verkauft. Die ersten Advanced Models gab es 2000. Sie kamen ohne zugeordnete Serie auf den Markt und wurden in der Regel exklusiv vertrieben. Creator Expert umfasst die Modulhäuser, Autos, internationale Bauwerke, Jahrmärkte und saisonale Sets (Weihnachtssets) und richtet sich an Erwachsene (AFOL). Auch vor 2000 gab es bereits Sets für Erwachsene, die damals als „Model Team“ herausgebracht wurden.